# Bibelausgabe
Als Bibelausgabe wird die verlegerisch bearbeitete Ausgabe einer Übersetzung der Bibel oder Manuskriptedition bezeichnet.
Viele Übersetzungen liegen in verschiedenen Ausgaben vor. Sie unterscheiden sich nicht nur im Layout, sondern vor allem in den Beigaben zum Text. Zu den Unterschieden der einzelnen Übersetzungen siehe Bibelübersetzung.
Einige Bibelübersetzungen sind urheberrechtlich als Gemeingut anzusehen und daher frei verfügbar. Auf die resultierende Vielfalt von preiswerten Sonderausgaben wird hier nicht näher eingegangen. Ebenso wird nicht auf die Ausstattung der Ausgabe (broschiert, Ledereinband, Goldschnitt etc.) eingegangen.

## Urtextausgaben
Historisch-kritische Ausgaben der Bibel in den Ursprachen sind das Ergebnis langwieriger wissenschaftlicher Forschungen im Bereich der Textkritik. Textausgaben enthalten mehr oder weniger ausführliche Anmerkungen und Angaben über abweichende Lesarten. Sie sind gedacht für Übersetzer oder Wissenschaftler, weniger zum privaten Gebrauch, im Gottesdienst oder zum Vorlesen. Unter den wichtigsten gedruckt und online verfügbaren sind:
- die wissenschaftliche Ausgabe des Alten Testaments: Biblia Hebraica[1]
- die im Wissenschaftsbetrieb meistens benutzte Textausgabe des Neuen Testaments: Novum Testamentum Graece[2]
- die meistverkaufte textkritische Ausgabe des Neuen Testaments: Greek New Testament
- immer noch im Druck erhältlich ist die Textausgabe von Westcott und Hort, die 1881 erstmals erschien und Grundlage für viele Bibelübersetzung wurde: The New Testament in the Original Greek.
- der in den Manuskripten weit verbreitete Byzantinische Mehrheitstext wurde von Maurice A. Robinson, William G. Pierpont herausgegeben: The New Testament in the Original Greek. Byzantine Textform.

## Frühe Übersetzungen und erste Drucke
Die Septuaginta ist die älteste durchgehende Bibelübersetzung. Sie übersetzt die hebräische Bibel – den Tanach – in die damalige altgriechische Alltagssprache und entstand etwa von 250 v. Chr. bis 100 n. Chr. im hellenistischen Judentum.
- Septuaginta[3]

Von mehreren älteren lateinischen Bibelübersetzungen wurde die Vulgata seit dem 7. Jahrhundert in der römisch-katholischen Kirche zum bis heute gültigen Bibeltext.
- Vulgata[4]

Die Erfindung des modernen Buchdrucks geht auf Johannes Gutenberg zurück, der in der Mitte des 15. Jahrhunderts ein komplettes, als Manufaktur betriebenes Drucksystem mit beweglichen metallenen Lettern einführte. Wegweisend für spätere Bibelausgaben war seine gedruckte, 42-zeilige Ausgabe der Vulgata:
- Gutenberg-Bibel (zahlreiche Online-Digitalisate siehe dort)

Die Mentelin-Bibel ist die erste der vorlutherischen deutschen Bibeln und die erste gedruckte Bibelausgabe in einer Volkssprache überhaupt.
- Mentelin-Bibel[5]

## Mehrsprachige Ausgaben
Im 3. Jahrhundert nach Christus veröffentlichte Origenes mit der Hexapla und der Tetrapla verschiedene spaltenweise edierte Originaltexte und Übersetzungen in einer Ausgabe. Für den fachwissenschaftlichen oder privaten Gebrauch existieren heute verschiedene Parallelausgaben der Bibel in Deutsch und der Originalsprache, darunter:
- Rita M. Steurer: Das Alte Testament, Hebr.-Dtsch., ISBN 3-7751-1274-X
- Barbara Aland, Kurt Aland: Das Neue Testament Griechisch und Deutsch, ISBN 3-438-05406-X

Daneben gibt es Ausgaben des NT, welche griechischen Text und Vulgata nebeneinander stellen, am wichtigsten:
- Eberhard Nestle, Erwin Nestle, Kurt Aland: Novum Testamentum Graece et Latine, ISBN 3-438-05401-9

Die sogenannte Rabbinerbibel nach Zunz und Mitarbeitern seit 1839.
- Die Bibel hebräisch–deutsch, 4 Bände in Kassette; Basel: Victor Goldschmidt, 1995?
- Buch der Psalmen (Separatband) hebräisch–deutsch; Basel: Victor Goldschmidt, 1995?
- Sprüche Salomos (Mischle) und FÜNF MEGILOT: Hohelied, Ruth, Klagelieder, Prediger, Esther (Separatband) hebräisch–deutsch; Basel: Victor Goldschmidt, 1995?

Sind bei einer mehrsprachigen Ausgabe die Texte nicht spaltenweise nebeneinander, sondern zeilenweise Wort für Wort untereinander gedruckt, spricht man von einer Interlinearübersetzung. Sowohl das griechische Neue Testament als auch das hebräische Alte Testament sind in verschiedenen Interlinearversionen verfügbar. Charakteristisch für Interlinearübersetzungen ist häufig die Wort-für-Wort Übersetzung und dass die Reihenfolge und der Satzbau nach den Ursprungsprachen orientiert sind und nicht an der üblichen deutschen Wortfolge. Interlinearübersetzungen sind hauptsächlich für Sprachanfänger gedacht und für privates Studium, die übersetzten Texte können helfen den Aufbau und bestimmte Aspekte des originalen Textes besser zu verstehen, die in Übersetzungen oft verloren gehen. Die so gewonnenen Übersetzungen sind oft holprig und bieten keinen flüssig lesbaren Text.

## Faksimileausgaben
Von der Lutherbibel 1534 existiert eine Faksimileausgabe nach dem Exemplar der Herzogin Anna Amalia Bibliothek in Weimar. Es enthält, wie das Original, 128 kolorierte Holzschnitte aus der Werkstatt Lucas Cranachs (ISBN 3-8228-2196-9). Eine Faksimileausgabe der Lutherbibel von 1545, der letzten Revision, an der Martin Luther selbst mitgewirkt hat, wird von der Deutschen Bibelgesellschaft unter dem Titel Biblia Germanica – Ausgabe letzter Hand angeboten (ISBN 3-438-05501-5). Faksimileausgaben existieren auch von der ersten Version der englischen King-James-Bibel und einigen anderen Übersetzungen der Reformationszeit sowie auch von einigen Manuskripten der Antike.
- Biblia Germanico Latina. [8] Psalterium Davidis. Der Psalter Davids.  Zweispaltig Latein-Deutsch, Übers.: Martin Luther. Hrsg.: Paul Eber und Georg Maior. Mitarb.: Paul Crell, Witteberg, Schwertel 1565, Faksimile, Potsdam 2012, ISBN 978-3-941919-77-8 (Hardcover) und ISBN 978-3-88372-046-3 (Softcover).
- D. Martin Luther, Die gantze Heilige Schrift Deudsch, Band I, II und Anhang., Nachdruck der letzten zu Luthers Lebzeiten erschienenen Ausgabe, Wittenberg 1545, Hrsg. von Hans Volz unter Mitarb. von Heinz Blanke, Edition Lampertz GmbH, Bonn 2004, ISBN 978-3-933070-56-2.

## Ausgaben mit und ohne Apokryphen
Der Sonderstellung der alttestamentlichen Apokryphen nach der Reformation entsprechend, werden evangelische Bibelübersetzungen oft in zwei Ausgaben angeboten – mit und ohne Apokryphen.
- Lutherübersetzung mit Apokryphen
- Lutherübersetzung ohne Apokryphen

## Studienbibeln
So genannte Studienbibeln enthalten neben dem Text der zugrundeliegenden Übersetzung eine Vielzahl von Beigaben, die eine intensive Auseinandersetzung mit dem Text (Bibelstudium) ermöglichen sollen. So können zusätzliche Einleitungen, Erläuterungen, Konkordanzen, Kettenverzeichnisse (Querverweis-Systeme), Kartenwerke und Übersichtstafeln das Verständnis des Textes sowie das Verständnis für innerbiblische Zusammenhänge fördern, andererseits aber auch zur Verbreitung eines bestimmten konfessionellen Standpunktes dienen. Die Schwerpunkte der verschiedenen Studienbibeln reichen von einem evangelikalen Textverständnis bis zur historisch-kritischen Aufarbeitung. Diese Bibeln sind meistens weniger für Wissenschaftler als für Prediger und interessierte Laien gedacht. Wissenschaftler bedienen sich der wissenschaftlichen Kommentare, die entsprechende wissenschaftliches Hintergrundwissen und Kenntnisse der Ursprachen voraussetzen. Ein Vorläufer dieser Bibeln, aber auch der wissenschaftlichen Kommentare waren die umfangreichen Anmerkungen und Zusätze der Masoreten zum hebräischen Bibeltext, die sowohl als Konkordanz, wie auch als textkritische Anmerkungen oder als Erklärungen dienen können.
- Genfer Studienbibel (mit dem Text der Schlachter-Bibel 1951 AT / 2000 NT), ISBN 3-7751-1783-0
- John MacArthur Studienbibel (mit dem Text der Schlachter-Bibel 2000), ISBN 3-89397-017-7[6]
- Thompson-Studienbibel (mit dem Text der Lutherbibel), ISBN 3-7751-1586-2, Neuausgabe ISBN 3-7751-4494-3
- Scofield-Bibel (in Deutschland mit dem Text der Elberfelder Bibel), ISBN 978-3-86353-200-0
- Stamps Studienbibel mit dem Text der Zürcher Bibel, ISBN 978-0-7361-0480-7
- Ryrie-Studienbibel mit dem Text der Elberfelder Bibel, ISBN 978-3-417-25197-5
- Elberfelder Studienbibel Revision 2006 – mit Sprachschlüssel und Handkonkordanz, ISBN 978-3-417-25858-5
- Elberfelder Bibel mit Erklärungen, ISBN 978-3-417-25838-7
- Stuttgarter Erklärungsbibel (Lutherübersetzung), ISBN 3-438-01123-9
- Lutherbibel erklärt, ISBN 3-438-01783-0
- Neue-Welt-Übersetzung Studienbibel, mit Fußnoten, Querverweisen und Anhängen
- Neue Jerusalemer Bibel (Einheitsübersetzung), ISBN 3-451-27800-6
- Die Bibel – Einheitsübersetzung mit Kommentar, ISBN 3-460-31950-X
- Die Hauskreisbibel – mit speziellem Studienmaterial für Kleingruppenarbeit, ISBN 3-7751-3555-3 und ISBN 3-7751-3900-1
- Begegnung fürs Leben AT & NT – Die Studienbibel für jeden Tag (Neues Leben Übersetzung), ISBN 978-3-417-25041-1
- Die Bibel in deutscher Fassung, Studienbibel mit 15 000 Fußnoten mit Übersetzungsalternativen und 100.000 Verweis- und Parallelstellen ISBN 978-3-946449-51-5

## Illustrierte Bibeln
Verschiedene Künstler haben sich eingehend der Bibel bzw. biblischen Erzählungen gewidmet. Die entstandenen Zyklen wurden von verschiedenen Verlagen reproduziert und in den Bibeltext integriert. Daneben gibt es Bibelausgaben mit Fotografien.
- Lutherbibel mit Bildern von Michelangelo. Deutsche Bibelgesellschaft, Stuttgart 2005, ISBN 978-3-438-01505-1.
- Johannes Buno, Bilderbibel von 1680[7]
- Rembrandt van Rijn, ISBN 3-438-01508-0
- Salvador Dalí, ISBN 3-907194-31-4
- Marc Chagall, ISBN 3-460-32005-2
- August Macke, ISBN 3-438-01507-2
- Rosina Wachtmeister, ISBN 3-629-01081-4
- Albrecht Dürer, Buchenholzeinband, ISBN 3-8289-4982-7
- Friedensreich Hundertwasser, ISBN 3-629-01058-X
- Stuttgarter Bibel der Buchmalerei, ISBN 3-7630-5632-7 und ISBN 3-460-32047-8
- Andreas Felger, 2 Ausgaben, ISBN 3-438-01702-4 und ISBN 3-438-01703-2
- Kurt Perrey: Fliesenbibel: Das Buch der Bücher mit den Bibelfliesen, H. Risius, Weener 2008, ISBN 978-3-88761-103-3
- Julius Schnorr von Carolsfeld, verschiedene Editionen im Handel
- Lutherbibel mit Meisterwerken aus dem Zeitalter der Reformation, ISBN 3-438-01930-2
- Lutherbibel mit Bildern von Marc Chagall, ISBN 3-438-01790-3
- Lutherbibel mit Bildern des Impressionismus. Deutsche Bibelgesellschaft, Stuttgart, ISBN 978-3-438-01504-4.
- Lutherbibel mit Bildern von Gustave Doré, ISBN 3-932412-58-3
- Gute Nachricht Bibel mit Bildern aus dem Heiligen Land, ISBN 3-438-01674-5
- Lutherbibel mit Bildern aus dem Heiligen Land, ISBN 3-438-01584-6
- The Brick Testament, Online und als Buchreihe

## Von Senfkornbibel bis Altarbibel
Es gibt Bibelausgaben in vielen Formaten. Darunter sind solche, die in die Manteltasche passen, aber auch große und repräsentative Altarbibeln. Je nach Format und verfügbarer Seitenzahl entsprechen die Beigaben zum Text den Beigaben der jeweiligen Standardformate nur zum Teil. Bei kleinen Formaten fehlt oft der Raum für Erläuterungen.
Taschenausgaben werden nach Mk 4,31f  allgemein „Senfkornbibeln“ genannt:

„Wie ein Senfkorn, das, wenn es auf die Erde gesät wird, kleiner ist als alle Arten von Samen, die auf der Erde sind; und wenn es gesät ist, geht es auf und wird größer als alle Kräuter, und es treibt große Zweige, so dass unter seinem Schatten die Vögel des Himmels nisten können.“

Eine Variante war die Miniaturbibel von Franz Eugen Schlachter von 1905, die nur 1 cm dick war, aber ein Format von 11,7 cm × 17,7 cm hatte und mit 728 Seiten auskam. Sie war die klassische Begleitbibel mit einem gestochen scharfen Druck in Frakturschrift.
Sehr häufig sind auch meist kostenlos verteilte Taschenausgaben, die nicht die gesamte Bibel enthalten, sondern nur Neues Testament und Psalter, manchmal auch das Buch der Sprichwörter.

## Bibel als Hörbuch
Deutsche Bibelgesellschaft
2019 erschien eine von Rufus Beck gelesene, ungekürzte Hörbuchfassung des Alten und Neuen Testaments beim Verlag DAV, die von der Deutschen Bibelgesellschaft herausgegeben wurde.
Eine von Reiner Unglaub gesprochene Hörbuchproduktion der Lutherbibel – Revision 1984 – ist bei der Deutschen Bibelgesellschaft auf 5 MP3-CDs erschienen.
Ein Hörbuch des Neuen Testaments der Gute Nachricht Übersetzung ist als 21-Stündige Produktion, in der jedes Buch des Neuen Testaments durchgehend von einer Sprecherin oder einem Sprecher vorgetragen wird, erschienen.
Eine weitere Hörbibel der Deutschen Bibelgesellschaft ist Die Große HörBibel. Die mit über 80 bekannten Sprecherinnen und Sprechern in verteilten Rollen gesprochene Lutherbibel ist die erste vollständig dramatisierte Einspielung der Lutherbibel.
insignia
Eine deutschsprachige Gesamtausgabe der Heiligen Schrift in Einheitsübersetzung wurde durch den Verlag insignia auf 100 CDs veröffentlicht.
Sermon-Online
Die Datenbank Sermon-Online stellt freie Hörbuchproduktionen der Revidierten Lutherbibel von NT 1956 / AT 1964, der Unrevidierte Elberfelder Bibel von 1927, sowie Teile des Neuen Testamentes der Neuen Genfer Übersetzung kostenlos zum Download bereit.
schlachter2000.de
Die von Hanno Herzler gesprochene Hörbuchversion der Schlachter 2000, die beim CLV-Verlag erschienen ist, kann ebenfalls kostenlos online gehört werden.
Deutsche Audiobibel
Deutsche Audiobibel, ein Projekt von Family Radio Deutschland, hat ebenfalls eine downloadbare Hörbibel ins Netz gestellt.
Diogenes-Verlag
Weitere Gesamtausgaben der Bibel als Hörbuch sind im MP3-Format beim Schweizer Diogenes-Verlag (Elberfelder Übersetzung) sowie bei Zweitausendeins (Luther-Übersetzung, Revision 1912) erschienen.
Aretinus Gesellschaft für Musikarchivierung mbH
Die gesamte Luther-Bibel in der revidierten Fassung von 1912, steht im MP3-Format auf zwei DVDs zur Verfügung. Alle Bücher des Alten und Neuen Testaments werden von namhaften Sprechern, wie Burkhard Behnke, Johannes Gabriel, Wolfgang Gerber, Patrick Imhof und Peter Sodann gelesen. Die Ausgabe erfolgte 2006/2007 durch die Aretinus Gesellschaft für Musikarchivierung, Berlin; ISBN 978-3-939107-50-7.
Audioteaching
Auf der Webseite von Audioteaching.org werden alle Bücher des Neuen Testaments einzeln oder kapitelweise zum Download im MP3-Format angeboten, und das sowohl in der Lesung der unrevidierten Elberfelder Bibel von 1871, der englischen King James Version und der französischen Übersetzung nach John Nelson Darby.
Bibleserver
Auf der Webseite Bibleserver.com liegt eine öffentlich zugängliche, deutschsprachige Hörbibel, deren Text aus verschiedenen Übersetzungen und Versionen zusammengestellt ist. Das Urheberrecht der Bibeltexte liegt bei dem jeweiligen Copyrightinhaber – das Urheberrecht der Audioversion liegt bei ERF Schweiz.
Audiotreasure, Believersresource
Daneben gibt es weitere fremdsprachige Hörbibeln zum kostenlosen Download auf den Seiten von AudioTreasure und BelieversResource.
Neues Leben Hörbibel
Die Neues Leben Hörbibel ist eine von ERF Medien produzierte Hörbibel aus dem Jahre 2012. Die Haupttexte werden von Heiko Grauel gesprochen; außerdem gibt es zu jedem Buch eine kleine Einleitung, gesprochen von Jürgen Werth.
Neue-Welt-Übersetzung der Heiligen Schrift
Die Neue-Welt-Übersetzung der Heiligen Schrift, die Bibelübersetzung der Zeugen Jehovas, kann buch- oder kapitelweise auf Deutsch und in 57 weiteren Sprachen kostenlos im MP3-Format heruntergeladen und online angehört werden. Das Urheberrecht liegt bei der Wachtturm-Gesellschaft.
Audio-Bibel NeÜ
Die Webseite Audio-Bibel NeÜ bietet die komplette Neue evangelistische Übersetzung, übersetzt von Karl-Heinz Vanheiden, gelesen von Holger Hönle, als MP3-Dateien unter einer Creative Commons Lizenz zum kostenlosen Download an.
LibriVox
Kostenfrei verfügbar sind auch Teile der Bibel, die bei LibriVox eingestellt wurden.

## Bibeln für Blinde und Sehbehinderte
Beim Dachverband der evangelischen Blinden- und evangelischen Sehbehindertenseelsorge – DeBess stehen einzelne Bücher der Bibel oder die gesamte Bibel in Brailleschrift zur Verfügung.
Von den verbreiteten Bibelübersetzungen (Einheitsübersetzung, Lutherbibel, revidierte Elberfelder Bibel) existieren Großdruckausgaben, die für den Gebrauch durch Sehschwache geeignet sind.

## Bibel in Gebärdensprache
Die Neue-Welt-Übersetzung der Heiligen Schrift in der American Sign Language (ASL) ist die erste vollständige Bibel, die in einer Gebärdensprache für nicht hörende und schwer hörende Menschen zur Verfügung steht. Sie kann auf der Internetseite jw.org betrachtet werden, auf der Bibelteile auch in mehr als 50 weiteren Gebärdensprachen, einschließlich Deutsche Gebärdensprache, Österreichische Gebärdensprache und Deutschschweizer Gebärdensprache, zur Verfügung stehen.
In Zusammenarbeit tauber Menschen aus verschiedenen Gemeinden Deutschlands und hörenden Pfarrerinnen entstand die Bibel-DVD. Sie bietet eine Auswahl an Bibeltexten, die in Deutsche Gebärdensprache (DGS) übersetzt wurden, und als Untertitelauswahl verschiedene Bibelübersetzungen, und zwar Lutherbibel (1984), Einheitsübersetzung (1980) und Hoffnung für alle (2002), sowie die Deutsche Gebärdensprache in Umschrift. Die Bibel-DVD ist ein Projekt der Deutsche Arbeitsgemeinschaft für Evangelische Gehörlosenseelsorge e. V. (DAFEG), ebenso wie die Kinder-Gebärden-Bibel. Die Kinder-Gebärden-Bibel bietet kurze Filme, in denen Puppen biblische Geschichten von Jesus spielen. Eine taube Person erzählt die Geschichte in Deutscher Gebärdensprache. Die Erzählung wird lautsprachlich begleitet; Untertitel können eingeblendet werden.

## Bibelprogramme und elektronische Ausgaben
Für die computergestützte Arbeit mit der Bibel existiert freie und kostenpflichtige Software in vielen Sprachen für unterschiedliche Anforderungen, siehe Bibelprogramm.
Im Internet sind einige Bibelübersetzungen online verfügbar. Auf der Seite Bibleserver.com findet man 13 aktuelle deutschsprachige und 30 ausländische Übersetzungen. Die Redaktion der BasisBibel veröffentlicht die bereits übersetzten Bibelteile auf ihrer Webseite. Die Volxbibel kann ebenfalls online gelesen und in der neusten Version kostenlos elektronisch exportiert werden. Viele neuere Übersetzungen sind urheberrechtlich geschützt, daher können meist nur ältere Übersetzungen im Internet angeboten werden.